# Малов, Стойко
Стойко Малов (род. 1943) — болгарский самбист и борец вольного стиля, серебряный призёр чемпионата Европы 1974 года по самбо, бронзовый призёр чемпионатов мира 1974 и 1975 годов по самбо, участник соревнований по вольной борьбе летних Олимпийских игр 1964 года в Токио. По самбо выступал в легчайшей (до 52 кг) и полулёгкой (до 57 кг) весовых категориях. Тренировался под руководством Руси Русева.
На Олимпиаде в Токио в первой схватке уступил по очкам американцу Грэю Саймонсу, во второй чисто победил румына Георге Таралунга, затем проиграл по очкам пакистанцу Мухаммаду Ниаз-Дину и остался за чертой призёров.